# Брястово (Хасковская область)
Брястово (болг. Брястово) — село в Болгарии. Находится в Хасковской области, входит в общину Минерални-Бани. Население составляет 283 человека.

## Политическая ситуация
В местном кметстве Брястово, в состав которого входит Брястово, должность кмета (старосты) исполняет Илиян Иванов Петров (коалиция в составе 6 партий: Национальное движение «Симеон Второй» (НДСВ), Движение «Георгиев день», Земледельческий народный союз (ЗНС), Болгарская социалистическая партия (БСП), Союз свободной демократии (ССД), Граждане за европейское развитие Болгарии (ГЕРБ)) по результатам выборов.
Кмет (мэр) общины Минерални-Бани — Орхан Шабан Мюмюн (Движение за права и свободы (ДПС)) по результатам выборов.